# Lingaiatisme

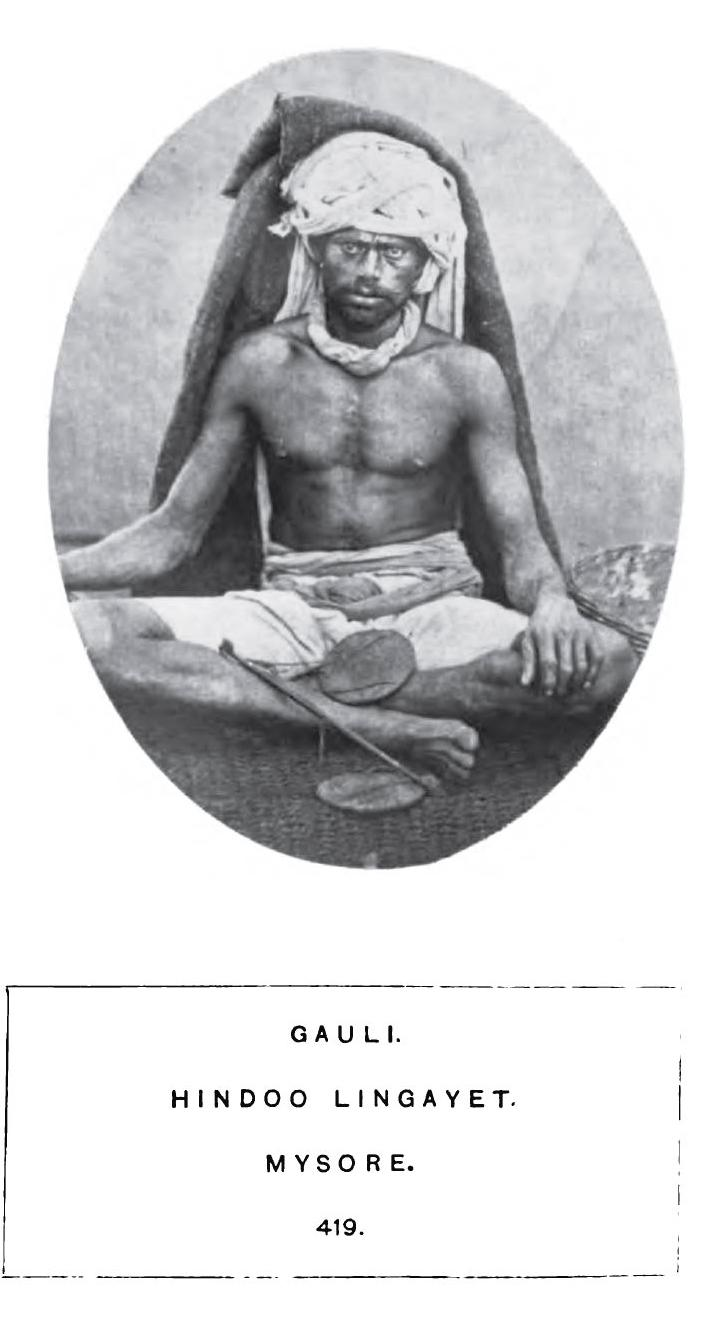
Un lingayat gauli de Karnataka (1875).

El lingaiatisme, també conegut com a viraxivaisme, és una denominació monoteísta xivaïsta de l'Índia. Fa diverses desviacions de l'hinduisme comú i exposa un monoteisme a través de veneració centrada en Xiva com a deïtat suprema en la forma d'iṣṭaliṅga (una representació simbòlica de Xiva en forma de linga). Els adeptes porten un linga personal que simbolitza una relació constant i íntima amb Paraxiva, l'aspecte més elevat de Xiva. També rebutja l'autoritat dels Vedes i el sistema de castes.
, així com la superstició, l'astrologia, els rituals del sacerdoci vèdic i el concepte de renaixement, promovent una experiència directa i personal del diví. Els seus principis filosòfics estan recollits en els Vachanas, una forma de poesia devocional. La tradició també posa èmfasi en el Kayaka (treball) i el Dasoha (servei) com a formes d’adoració, subratllant la sacralitat del treball i el servei als altres. El lingaiatisme posa èmfasi en el monisme qualificat, amb fonaments filosòfics similars als del filòsof sud-indi Ramanuja dels segles XI-XII.
Els adherents a aquesta fe són coneguts com a lingaiats. El terme deriva de Lingavantha en llengua canaresa, significant "aquell que porta lingam en el seu cos".
Basavanna, també conegut com a Mahatma Basaveshwara, va ser un reformador social i humanitari qui fou el principal responsable de l'expansió aquesta religió al segle xii. Va promoure idees d'igualtat social, rebuig del sistema de castes i simplificació dels rituals religiosos.
Aquesta tradició és particularment destacada a Karnataka, però també té seguidors en altres regions del sud de l'Índia. Els lingaiats celebren aniversaris (jayanti) dels grans líders religiosos de la seva secta, així com festivals hindús com el Shivaratri i el Ganesh Chaturthi. El lingaiatisme té els seus propis llocs de pelegrinatge, temples, santuaris i poesia religiosa basada en Xiva. Avui dia, els lingaiats, juntament amb seguidors del Shaiva Siddhanta, Naths, Pashupatas, Kapalikas i altres, constitueixen la població xivaïta.

## Etimologia
El lingaiatisme deriva de l'arrel sànscrita lingam, que significa "marca" o "símbol", i el sufix aita. Els seguidors del lingaiatisme són coneguts com a "lingaiats". En la literatura històrica, de vegades es fa referència a ells com a lingawants, lingangis, lingadharis, sivabhaktas, o viraxivas. El terme lingaiat es basa en la pràctica dels homes i dones lingaiats de portar sempre un iṣṭaliṅga, contingut dins d’una caixa de plata penjada en un collar. L'iṣṭaliṅga és un emblema ovalat que simbolitza Parashiva, la realitat absoluta i icona de la seva espiritualitat.
Històricament, els lingaiats eren coneguts com a viraxivas o "adoradors fervents i heroics de Xiva". Segons Blake Michael, el viraxivisme fa referència tant a un "sistema filosòfic o teològic com al moviment històric, social i religiós que es va originar en aquest sistema". El terme lingaiatisme es refereix als seguidors moderns d’aquesta religió. El terme lingaiats es va popularitzar durant el període colonial britànic.
Els termes lingaiatisme i Viraxivisme s'han utilitzat de manera sinònima. El Viraxivisme fa referència a la filosofia i teologia més àmplia dels Viraxiva, així com al moviment, segons Blake Michael, mentre que lingaiata es refereix a la comunitat, secta o casta moderna que segueix aquesta filosofia. En l’època contemporània, alguns sostenen que el Viraxivisme és una (sub)tradició dins del lingaiatisme amb influències vèdiques. Aquestes fonts han buscat un reconeixement polític del lingaiatisme com a religió separada del Viraxivisme. En canvi, els Viraxivas consideren que les dues (sub)tradicions contemporànies són "una i la mateixa comunitat" que pertany a l'hinduisme.

## Lingaiatisme
Els orígens del lingaiatisme es remunten als segles XI i XII en una regió que inclou el nord de Karnataka i districtes propers del sud de l'Índia. Aquesta regió era un bastió del jainisme i el xivaïsme. Segons Iyer i altres estudiosos, la teologia del lingaiatisme va sorgir com un moviment clarament igualitari en aquest context teològic, expandint-se ràpidament més enllà del nord de Karnataka. Segons Burjor Avari, citant Jha, els lingaiats eren "extremadament anti-jainistes". La filosofia viraxivaïta va permetre als lingaiats "convèncer els jainistes per adorar Xiva". Els lingaiats també eren anti-bramànics, com es reflecteix en les polèmiques contra els bramans en la literatura primerenca del viraxivaïsme.
Segons una tradició desenvolupada després de l'època de Basava, el viraxivaïsme va ser transmès per cinc Panchacharyas: Renukacharya, Darukacharya, Ekorama, Panditharadhya i Vishweswara. Renukacharya el va ensenyar per primera vegada al savi Agastya, un visionari vèdic. Un text central d'aquesta tradició és el Siddhanta Shikhamani, escrit en sànscrit, que elabora sobre els "trets primitius del viraxivaïsme [trobats] als Vedes i els Upanishads" i les "característiques concretes desenvolupades en les parts posteriors (Uttarabhaga) dels Saivagamas". Tot i que els viraxivaïtes consideren que el Siddhanta Shikhamani és anterior a Basava, probablement es va compondre als segles XIII o XIV, després de Basava.
Segons Gauri Lankesh, "els lingaiats són seguidors de Basavanna", mentre que el viraxivaïsme és una tradició xivaïta vèdica que "accepta els textos vèdics". El moviment reformador de Basava va atraure xivaïtes bramànics d'Andhra Pradesh; un segle després de Basava, "els seus descendents van començar a barrejar pràctiques de la seva antiga religió amb el lingaiatisme". Els ensenyaments de Basava també es van barrejar amb ensenyaments vèdics perquè gran part de la literatura sharana es va perdre després de l'exili dels autors sharana del regne de Bijjala.
Segons Gauri Lankesh, el viraxivaïsme es preserva i es transmet a través de cinc peethas (Rambhapuri, Ujjaini, Kedar, Shreeshail i Kashi), que tenen un paper essencial en la tradició viraxivaïta. En contrast, l'organització monàstica virakta va defensar "els ideals de Basava i els seus contemporanis". Segons Bairy, la tradició virakta va criticar "la tradició dels Panchacharyas, els Mathas que li pertanyien i les castes altes que els eren lleials" pel seu suport als bramans i la seva desviació dels ideals de Basava.
Segons Sri Sharanbasava Devaru, del Charanteshwar Mutt, en una entrevista el 2013, el lingaiatisme és una religió separada, diferent de la identitat cultural hindú, mentre que el viraxivaïsme és una secta xivaïta "basada en la filosofia vèdica". Sri Sharanbasava Devaru també afirma que el viraxivaïsme "va començar a guanyar importància només després de 1904, quan alguns mutts van barrejar el viraxivaïsme amb el lingaiatisme".
Segons India Today, mentre que "els viraxivaïtes afirmen que les dues comunitats són una i la mateixa", els lingaiats ortodoxos sostenen que són diferents. Els lingaiats afirmen que els viraxivaïtes no segueixen realment Basava, accepten la literatura vèdica i "adoren ídols del Senyor Shiva". Els viraxivïtes, a més, "deuen lleialtat a diversos centres religiosos (mutts), mentre que els lingaiats solen seguir els seus propis gurus".

## Història

### Basava (segle XII)
Vegeu també: Basava
Basava, el líder influent del lingaiatisme
El moviment xarana, iniciat al segle XI, és considerat per alguns com l'origen del viraxivaïsme. Va sorgir en una època en què el kalamukha xivaïsme, que comptava amb el suport de les classes dirigents, era dominant i controlava els monestirs. El moviment xarana es va inspirar en els Naianars i va posar èmfasi en l'experiència religiosa personal per damunt del dogmatisme basat en textos.
Les llegendes tradicionals i els textos hagiogràfics afirmen que Basava és el fundador dels lingaiats i de les seves pràctiques seculars. Va ser un filòsof hindú del segle XII, estadista, poeta en kanarès del moviment bhakti enfocat en Xiva, i un reformador social durant el regnat del rei Kalachuri Bijjala II (1157–1167) a Karnataka, Índia.
Basava va créixer en una família bramànica amb tradició xivaïsta. Com a líder, va desenvolupar i inspirar un nou moviment devocional anomenat viraxiva, o "adoradors ardents i heroics de Xiva". Aquest moviment tenia les seves arrels en el moviment bhakti en curs, especialment en les tradicions xivaïstes dels Naianars dels segles VII a XI. No obstant això, Basava va defensar una adoració devocional que rebutjava els rituals del culte als temples dirigits per bramans, i va posar èmfasi en una adoració directa i personal de Xiva, mitjançant pràctiques com portar icones individuals i símbols com un petit linga.
Basavanna va promoure la consciència social a través de la seva poesia, coneguda com a Vachanas. Va rebutjar la discriminació de gènere o social, les distincions de castes i pràctiques existents com portar el fil sagrat. En canvi, va introduir el ritual de portar un collaret amb l’iṣṭaliṅga, que conté una imatge del linga de Xiva, per a cada persona independentment del seu origen, com a recordatori constant de la seva bhakti (devoció amorosa) a Déu Xiva. Com a primer ministre del seu regne, va introduir noves institucions públiques com l’Anubhava Mantapa ("sala d'experiència espiritual"), que acollia homes i dones de tots els contextos socioeconòmics per debatre qüestions espirituals i quotidianes de la vida de manera oberta.
Després de donar suport inicialment a Basava, el rei Bijjala II va discrepar amb el seu rebuig de les distincions de castes. El 1167, els viraxivaïtes van ser reprimits, i la majoria d’ells van abandonar Kalyāna, la nova capital de Bijjala, estenent els ensenyaments de Basava a una àrea més àmplia del sud de l’Índia. El 1168, el rei va ser assassinat pels viraxivaïtes.

### Consolidació (segles XII–XIV)
Després de la mort de Basava, el xivaïsme va consolidar la seva influència al sud de l'Índia, mentre s'ajustava a l'ortodòxia hindú. El nebot de Basava, Channabasava, va organitzar la comunitat i va sistematitzar la teologia viraxivaïta, integrant la comunitat viraxivaïta en la cultura hindú principal. El paper de Basava en els orígens del xivaïsme va ser minimitzat, i es va desenvolupar una mitologia segons la qual els orígens del viraxivaïsme es van atribuir als cinc Panchacharyas, que van descendir a la Terra en diferents edats per ensenyar xivaïsme. En aquesta narrativa, Basava va ser considerat un restaurador d'aquesta antiga ensenyança.
Els monestirs de les escoles xivaïtes més antigues, com els Kalamukha, van ser assumits pels viraxivaïtes. Es van desenvolupar dos tipus d'ordes monàstics: els monestirs gurusthalada, amb arrels en les escoles tradicionals i més conservadors, i els viraktas, que representaven la veritable organització monàstica viraxivaïta, inspirada pels ideals de Basava i els seus contemporanis.

### Imperi Vijaianagara (segles XV–XVII)
Al segle XIV i XV, va tenir lloc un renaixement del lingaiatisme al nord de Karnataka dins l'Imperi Vijaianagara. Els lingaiats probablement van contribuir al creixement territorial de l'imperi i a resistir les guerres del sultanat del Dècan. El text lingaiat Sunyasampadane va sorgir dels debats acadèmics a l'Anubhava Mantapa i, segons Bill Aitken, aquestes discussions van ser "compilades a la cort de Vijaianagara durant el regnat de Praudha Deva Raia". De manera similar, el poema èpic hagiogràfic Basava Purana, que detalla la vida de Basava, va ser ampliat i traduït al kannada el 1369 durant el regnat de Bukka Raya I.

### Ikkeri Naiakas, dinastia Keladi (segles XVI–XVIII)
Els viraxivaïtes van ser una part important de l'exèrcit de l'Imperi Vijaianagara. Van lluitar contra els sultans de Bijapur, i el líder viraxivaïta Sadasiva Naiaka va tenir un paper clau en la captura de fortaleses del sultanat, com la de Gulbarga. Aquest èxit va portar a Naiaka a ser nomenat governador de la regió costanera de Karnataka (Kanara). Això va donar lloc a una dinastia lingaiat, coneguda com els Naiakas de Keladi. Altres grups de comerciants viraxivaïtes es van convertir en guerrers de l'imperi, i van tenir èxit derrotant els sultanats del Dècan a la regió de Lepakshi (frontera entre Karnataka i Andhra Pradesh).
Després del col·lapse de l'Imperi Vijaianagara, la dinastia Keladi/Ikkeri lingaiat va governar la regió costanera de Karnataka fins a la invasió i derrota per part d'Hyder Ali, que buscava establir un sultanat amb base a Misore.
Els governants de la dinastia Naiaka van construir importants santuaris i seminaris lingaiats del segle XVI al XVIII, van reparar i construir nous temples hindús i jainistes, i van patrocinar grans monestirs hindús com l'Advaita Sringeri Matha. També van construir fortaleses i temples com el de Chitradurga, i van fundar nous pobles i centres comercials a les regions costaneres i interiors de Karnataka.

### Debats sobre la classificació deVarna(segles XIX–XX)
A principis del segle XIX, funcionaris britànics com Francis Buchanan van descriure els lingaiats com una conglomeració de castes hindús amb una gran diversitat i un sistema social eclèctic i igualitari que acceptava conversos de totes les classes socials i religions. No obstant això, també es va observar la tradició endogàmica i les ocupacions hereditàries de molts lingaiats, cosa que complicava la seva classificació.
Als censos colonials de l'Índia britànica de 1871 i 1881, els lingaiats van ser classificats com xudres. Segons el sociòleg M. N. Srinivas, els lingaiats es consideraven tradicionalment iguals als bramans, i alguns lingaiats ortodoxos eren tan anti-bramans que no menjaven aliments cuinats o manipulats per bramans. Els lingaiats, afirma Srinivas, van ser una força important en la sanscritització de les regions de parla kanaresa, però s'oposaven a l'elitisme.
Després de ser classificats com a xudres el 1881, els lingaiats van exigir un estatus de casta més alt. Aquesta demanda va ser rebutjada per un braman anomenat Ranganna, que argumentava que els lingaiats no eren bramans xivaïtes a causa de les seves ocupacions eclèctiques, que incloïen rentadors de roba, comerciants i agricultors, així com les seves relacions exogàmiques amb famílies reials. Tot i així, els lingaiats van persistir en les seves reclamacions durant dècades, recolzats per la seva presència dins del govern, el creixement de l'alfabetització i l'ocupació en periodisme i judicatura. El 1926, el Tribunal Superior de Bombai va dictaminar que "els viraxivaïtes no són xudres".

### Identitat religiosa separada (segle XXI)
Segons Ramanujan, "Es va fer un intent modern per mostrar els lingaiats com una religió separada de l'hinduisme quan van rebre una entrada discreta a la constitució índia de 1950." Líders individuals i comunitaris han fet reivindicacions periòdiques per obtenir el reconeixement legal com a religió separada o com a casta dins de l'hinduisme.
El 2000, l'Akhila Bharatha viraxivaïta Mahasabha va iniciar una campanya per al reconeixement dels "viraxivaïtes o lingaiats" com a religió no hindú i una llista separada al cens. El reconeixement com a minoria religiosa els faria "elegibles per als drets de gestionar institucions educatives atorgats per la constitució a les minories religioses i lingüístiques". El 2013, el president de l'Akhila Bharatha viraxivaïta Mahasabha encara pressionava per aquest reconeixement, argumentant que el lingaiatisme rebutja la discriminació social propagada per l'hinduisme.
El 2017, les demandes d'una identitat religiosa separada van guanyar força en la vigília de les eleccions de 2018 a Karnataka. Mentre el partit del Congrés donava suport a la separació, el BJP considerava els lingaiats com viraxivaïtes i hindús.
El març de 2018, el comitè Nagamohan Das va aconsellar concedir l'estatus de religió separada per a la comunitat lingaiat. El govern de Karnataka va aprovar aquesta recomanació, una decisió criticada pels viraxivaïtes. Posteriorment, el govern central va rebutjar aquesta proposta.

## Característiques
El lingaiatisme sovint es considera una secta hindú perquè comparteix creences amb les religions índies. Les creences dels lingaiats són sincrètiques i inclouen una combinació de molts elements hindús, com el nom del seu déu, Xiva, una de les figures principals del panteó hindú. El seu culte està centrat en el déu hindú Xiva com a déu universal, en la forma iconogràfica de l’iṣṭaliṅga. Creuen que es reuniran amb Xiva després de la mort portant el lingam.

### iṣṭaliṅga
El culte lingaiat està centrat en Xiva com a ésser suprem universal, en la forma iconogràfica de l’iṣṭaliṅga. Els lingaiats sempre porten l’iṣṭaliṅga amb un collaret. Aquest està fet d’una petita pedra negra o blau fosc, recoberta d’una pasta espessa i duradora de cendres de fem de vaca barrejades amb oli adequat. És considerat una divinitat "vivent i en moviment" pels devots lingaiats. Cada dia, el devot treu l’iṣṭaliṅga del seu recipient, el col·loca al palmell de la mà esquerra, fa un ritual de puja i medita sobre convertir-se en un amb el lingam, en el seu camí cap a l’atma-linga.

### Soteriologia

#### Xatsthala
El lingaiatisme ensenya un camí per al progrés espiritual individual, descrit com un procés de sis etapes anomenat Satsthalasiddhanta, que inclou:
1. La fase del devot.
2. La fase del mestre.
3. La fase de receptor de gràcia.
4. Linga en el alè vital (Déu habita en la seva ànima).
5. La fase de rendició (consciència de la no distinció entre Déu i ànima).
6. La unió completa de l’ànima amb Déu (alliberament, mukti).

Així doncs el devot (bhakti) progressa des del culte devocional extern amb ajuda d’icones cap a la fusió més profunda de la consciència amb Xiva, fins a arribar a l’advaita (unitat) de l’ànima i Déu per a la moksha.

#### Mukti
Els lingaiats accepten el concepte de transmigració de l’ànima (metempsicosi), però creuen que els lingaiats estan en la seva última vida i que es reuniran amb Xiva després de la mort si porten el lingam. Els lingaiats no són cremats, sinó enterrats en una posició asseguda i meditativa, amb el lingam personal a la mà dreta.
L'indòleg F. Otto Schrader va ser un dels primers estudiosos a analitzar els textos del lingaiatisme i la seva posició sobre la metempsicosi. Segons Schrader, va ser l'Abbé Dubois qui primer va assenyalar que el lingaiatisme rebutja la metempsicosi, la creença que l'ànima d'un ésser humà o animal transmigra cap a un nou cos després de la mort. Aquesta observació sobre el "rebuig del renaixement" va ser repetida per altres, afirma Schrader, cosa que va plantejar la qüestió de si el lingaiatisme és una religió diferent d'altres religions índies com l'hinduisme, on la metempsicosi i el renaixement són premisses fonamentals.
Segons Schrader, Dubois es va equivocar, ja que textos del lingaiatisme com el Viramahesvaracara-samgraha, l'Anadi-virasaivasara-samgraha, el Sivatattva ratnakara (de Basava) i el Lingait Paramesvara Agama confirmen que la metempsicosi és una premissa fonamental del lingaiatisme. Schrader assenyala que els lingaiats creuen que, si viuen una vida ètica, aquesta serà la seva última vida, i es fusionaran amb Xiva, una creença que ha alimentat la confusió sobre si rebutgen o no el renaixement.
Segons R. Blake Michael, el renaixement i les formes de posar-hi fi van ser àmpliament debatuts per figures religioses del lingaiatisme com Basava, Allama Prabhu i Siddharameshawar.

### Xiva: no-dualisme i monisme qualificat

#### No-dualisme qualificat
Shunya, en una sèrie de textos en canarès, s'equipara amb el concepte suprem del viraxivaïsme. En particular, els textos del Shunya Sampadane presenten les idees d’Allama Prabhu en forma de diàleg, on shunya és aquell buit i les distincions que un viatge espiritual busca omplir i eliminar. Es descriu com un estat d’unió de l’ànima amb l’infinit Shiva, l’estat de moksha benaurada.
Aquest concepte del lingaiatisme és similar al concepte de shunya Brahma que es troba en certs textos del vixnuisme, particularment en oriya, com els poètics Panchasakhas. Explica la idea del Nirguna Brahman de Vedanta, que és la realitat metafísica eterna i immutable descrita com un "buit personificat". Noms alternatius per a aquest concepte de l’hinduisme inclouen shunya purusha i Jagannatha en alguns textos. No obstant això, tant en el lingaiatisme com en diverses variants del vixnuisme, com el Mahima Dharma, la idea de Shunya està més a prop del concepte hindú del Brahman metafísic que no pas del concepte de Śūnyatā del budisme. Malgrat això, hi ha certa superposició, com es veu en les obres de Bhima Bhoi.
Sripati, un estudiós viraxivaïta, va explicar la filosofia del lingaiatisme al Srikara Bhashya, en termes de Vedanta, afirmant que el lingaiatisme és una forma de no-dualisme qualificat, on l’Atman (ànima) individual és el cos de Déu, i que no hi ha diferència entre Xiva i l’Atman (el jo, l’ànima): Xiva és l’Atman d’un mateix, i l’Atman d’un mateix és Xiva. L’anàlisi de Sripati situa el lingaiatisme en una forma més propera al filòsof vishishtadvaita del segle XI, Ramanuja, que no pas al filòsof Advaita, Adi Xankara.

#### Monisme qualificat
Altres estudiosos afirmen que el lingaiatisme és més complex del que descriu Sripati, l’estudiós viraxivaïta. El lingaiatisme va unir diverses tendències espirituals durant l’era de Basava. Jan Peter Schouten afirma que tendeix cap al monoteisme amb Xiva com a deïtat suprema, però amb una forta consciència de la unitat monística de la Realitat Última. Schouten ho descriu com una síntesi de les tradicions Vishishtadvaita de Ramanuja i de les Advaita de Shankara, anomenant-lo Shakti-Vishishtadvaita, és a dir, monisme fusionat amb les creences de Shakti. No obstant això, l’enfocament de Basava és diferent del d’Adi Shankara, afirma Schouten, ja que Basava posa èmfasi en el camí de la devoció, en comparació amb l’èmfasi de Shankara en el camí del coneixement, un sistema de filosofia monística Advaita àmpliament discutit a Karnataka en l’època de Basava.

#### Panchacharas
Els Panchacharas són els cinc codis de conducta que segueixen els lingaiats:
1. Lingāchāra: adoració diària de l’iṣṭaliṅga.
2. Sadāchāra: atenció a la vocació i el deure, adherint-se a les set normes de Basava:
  1. no robar
  2. no matar
  3. no mentir
  4. no lloar-se
  5. no criticar
  6. evitar la ràbia
  7. ser tolerant amb els altres.
3. Sivāchāra: reconèixer Xiva com a ésser suprem i promoure la igualtat.
4. Bhrityāchāra: compassió envers tots els éssers.
5. Ganāchāra: defensa de la comunitat i els seus principis.

#### Ashtavarana
Els Ashtavaranas són vuit elements que protegeixen el devot de distraccions:
1. Gurú obediència al gurú, mentoria
2. Linga portar l’iṣṭaliṅga a sobre sempre
3. Jangama reverència als ascetes de Xiva com a encarnacions de Xiva
4. Pādodaka beure l’aigua utilitzada per banyar el Linga
5. Prasāda ofrenes sagrades
6. Vibhuti aplicar-se cendres sagrades a un mateix diàriament.
7. Rudrāksha dur un collaret de rudraksha (perles sagrades, llavors d’Elaeocarpus ganitrus)
8. Mantra recitar el mantra de Namah Xivaya (salutació a Xiva)

#### Doctrines de Kayakave Kailasa i Dasoha
Kayakave Kailasa és un eslògan del viraxivaïsme que significa "el treball és el cel" o "treballar [Kayakave] és estar al Regne del Senyor [Kailasa]". Alguns estudiosos tradueixen Kayaka com "culte, ritual", mentre que d'altres el tradueixen com "treball, feina". L’eslògan s'atribueix a Basava i, generalment, s'interpreta com una ètica del treball per a totes les classes socials.
Els poetes sants lingaiats acceptaven el concepte de karma i el mencionaven repetidament en la seva poesia sobre Xiva. Per exemple, segons Ramanujan, Mahadeviyakka esmenta el karma i la cadena de renaixements que resulta d’aquest, la qual pot ser interrompuda mitjançant la bhakti cap a Xiva. El lingaiatisme té els conceptes de karma i dharma, però la doctrina lingaiata sobre el karma no es basa en el destí o la fatalitat. Els lingaiats creuen en el kayaka (treball) i en el potencial transformador de "la feina d’un mateix en el present". Segons Schouten, Siddharama i Allama van debatre sobre la doctrina del karma com a llei del treball i del mèrit, però Allama va convèncer Siddharama que aquest mèrit és un mecanisme de nivell inferior i que l’autèntic assoliment místic transcendeix "l’àmbit de les obres i les recompenses" i està lliure d’interessos egoistes. Aquestes idees, segons Schouten, són similars a les del Bhagavad Gita, que ensenya que "el treball s'ha de fer sense cap mena d’afecció pels resultats".

#### La doctrina de Dāsoha
Dāsoha és el propòsit i el resultat de Kāyakavē Kailāsa en el lingaiatisme. Dāsoha significa "servei", i més específicament, "servei als altres lingaiats", incloent-hi els Jangama (monjos). Independentment de la professió d’un individu, el lingaiatisme proposa donar i oferir part del temps, l’esforç i els ingressos propis a la comunitat i als mendicants religiosos.
Segons el viraxivaisme, el treball hàbil i el servei a la pròpia comunitat, sense discriminació, són mitjans per experimentar el diví, un sentiment que continua sent venerat entre els viraxivaïtes actuals. Segons Jan Peter Schouten, aquesta doctrina té les seves arrels filosòfiques en l’antic mantra sànscrit del So'ham, relacionat amb Xiva, que significa "Jo sóc Ell". Aquesta ètica social també es troba entre altres comunitats hindús del sud de l’Índia, i inclou el subministrament comunitari de gra i la compartició d'altres elements essencials, especialment amb els membres més pobres de la societat i amb aquells afectats per desastres naturals o altres calamitats.

### Cerimònia de Lingadharane
El Lingadharane és la cerimònia d'iniciació entre els lingaiats. Tot i que el lingadharane es pot dur a terme a qualsevol edat, habitualment es realitza quan el fetus té entre 7 i 8 mesos al ventre matern. El gurú de la família fa una puja (ritual de devoció) i entrega l’iṣṭaliṅga a la mare, que el lliga al seu propi iṣṭaliṅga fins al naixement. Quan el nadó neix, la mare lliga el nou iṣṭaliṅga al seu fill.
Quan la criatura assoleix l’edat d’entre els 8 i els 11 anys, rep la Diksha del gurú familiar per aprendre el procediment correcte per fer la puja de l’iṣṭaliṅga. Des del naixement fins a la mort, el nen porta el linga en tot moment i aquesta és venerada com la seva iṣṭaliṅga personal.
El linga es guarda embolicat en un drap dins d’una petita caixa de plata i fusta. Ha de portar-se al pit, sobre el seient de la deïtat interior dins el cor. Algunes persones la porten al pit o al voltant del cos utilitzant un cordill.

### Vegetarianisme
Els lingaiats són estrictament vegetarians. Els lingaiats devots no consumeixen cap tipus de carn, incloent-hi el peix. A més, el consum d'alcohol està prohibit.

### Temples i ritus de pas
Els lingaiats creuen que el cos humà és un temple. A més, han continuat amb la tradició de construir sales comunitàries i temples xivaïtes del sud de l'Índia. Els seus temples inclouen un linga de Xiva al santuari principal, un Nandi assegut mirant cap al linga, amb una mandapa i altres elements. Tanmateix, les pregàries i ofrenes no són dirigides per sacerdots bramans, sinó per sacerdots lingaiats.
El format dels seus temples és més senzill que els dels jainistes i hindús del nord de Karnataka. En algunes zones de Karnataka, aquests temples són samadhis (tombes o santuaris) de sants lingaiats. En altres llocs, com el temple de Virabhadra a Belgaum —un dels llocs de pelegrinatge importants per als lingaiats—, i altres temples històrics, els temples dedicats a Xiva són operats i mantinguts per sacerdots lingaiats.
Moltes comunitats rurals de lingaiats inclouen imatges de Xiva, Pàrvati i Ganeixa en les invitacions de casament, mentre que les festivitats dedicades a Ganeixa són observades tant per lingaiats rurals com urbans en diverses parts de Karnataka. Informes de l'era colonial elaborats per oficials britànics confirmen que els lingaiats celebraven el Ganeixa Chaturthi al segle XIX.

### Festes
Els lingaiats celebren festivals hindús com Ganeixa Chaturthi i Maha Xivaratri, així com les seves pròpies festivitats.

## Demografia
Avui dia, els lingaiats es troben predominantment a l'estat de Karnataka, especialment al nord i al centre de Karnataka, amb una població significativa originària del sud de Karnataka. Es calcula que els lingaiats representen aproximadament el 16% de la població de Karnataka i entre el 6% i el 7% de la població de Maharashtra. La comunitat Lingaiat Vani està present a les regions de Marathwada, Kolhapur i Konkan, i en l'època medieval eren comerciants i zamindars (propietaris terratinents). La diàspora lingaiat es pot trobar en països d’arreu del món, particularment als Estats Units, la Gran Bretanya i Austràlia.